# Земплинская-Ширава
Земплинская-Ширава (словац. Zemplínska šírava) — водохранилище на реке Лаборец, Словакия. Расположено у подножья Вигорлата в 10 км от города Михаловце и 35 км от Ужгорода. Второй по величине водоём страны.
Длина водохранилища — 11 км, ширина — 3,5 км, площадь — 33 км², максимальная глубина — 16,5 м. Средняя температура воды летом — 20 °C. Объём воды — 335 млн м³.
Благодаря своим благоприятным климатическим условиям Земплинская-Ширава является одним из самых популярных курортов в Словакии. Здесь развита рекреационная инфраструктура — имеются гостиницы, частные виллы и бунгало; благоустроенные пляжи общей протяжённостью 12 км; рестораны, бары, аквапарки, теннисные корты, площадки для мини-гольфа, пункты проката лодок, Луна-парк и т. д.
В водохранилище водятся: щука, судак, карп, угорь и лещ.

## Галерея

Земплинская-Ширава и Вигорлат

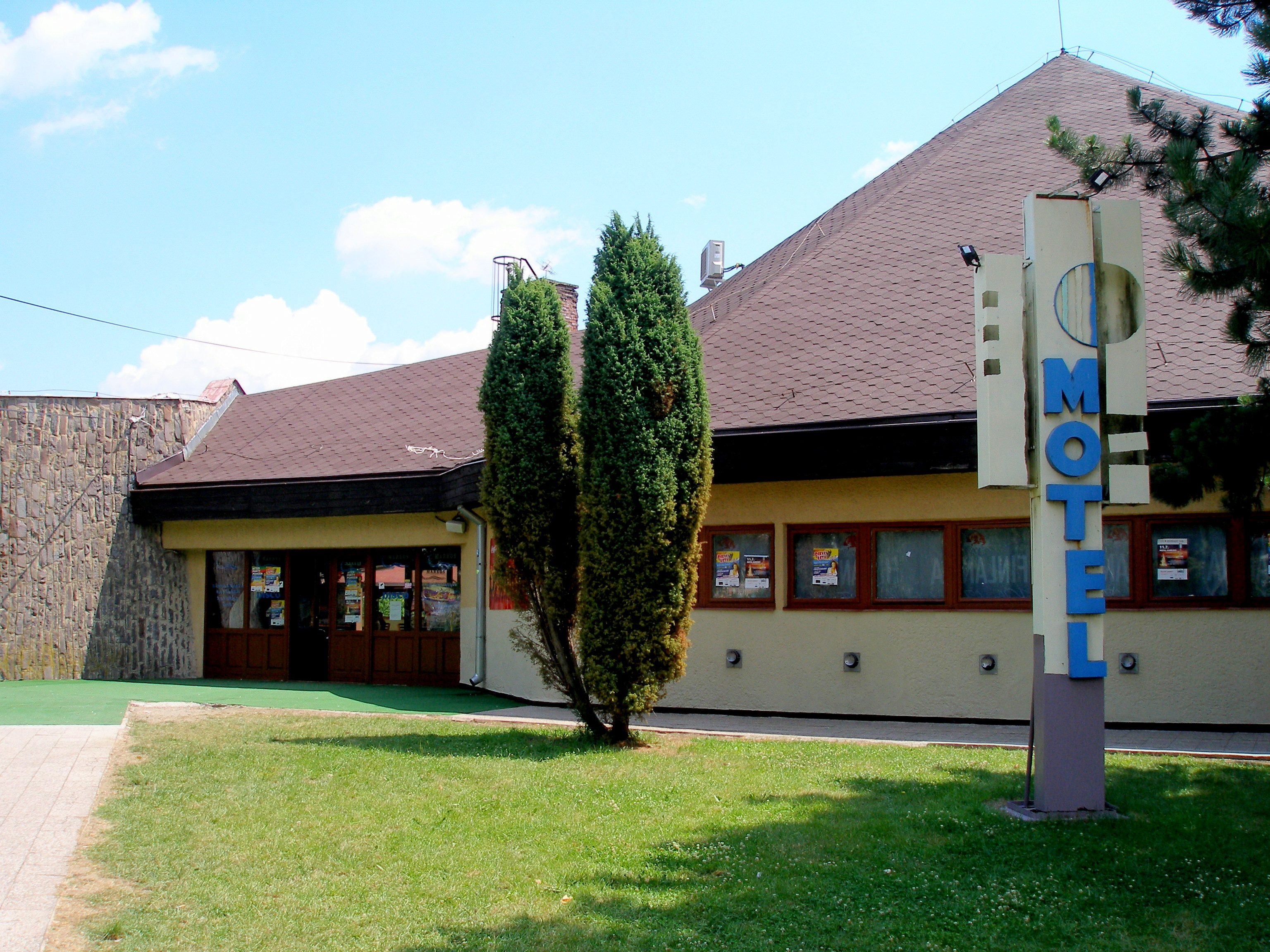
Один из мотелей
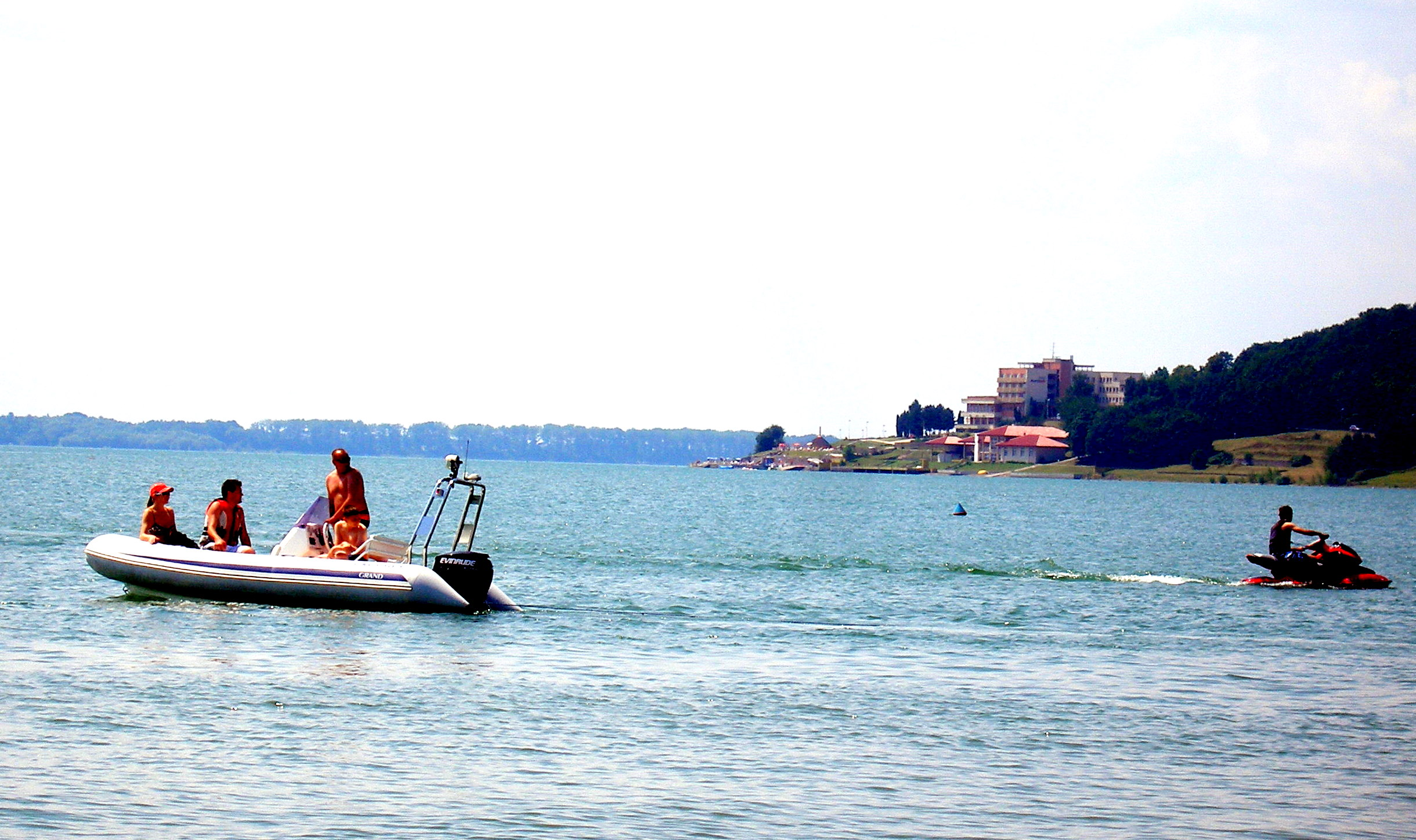
Отдыхающие на лодке и скутере
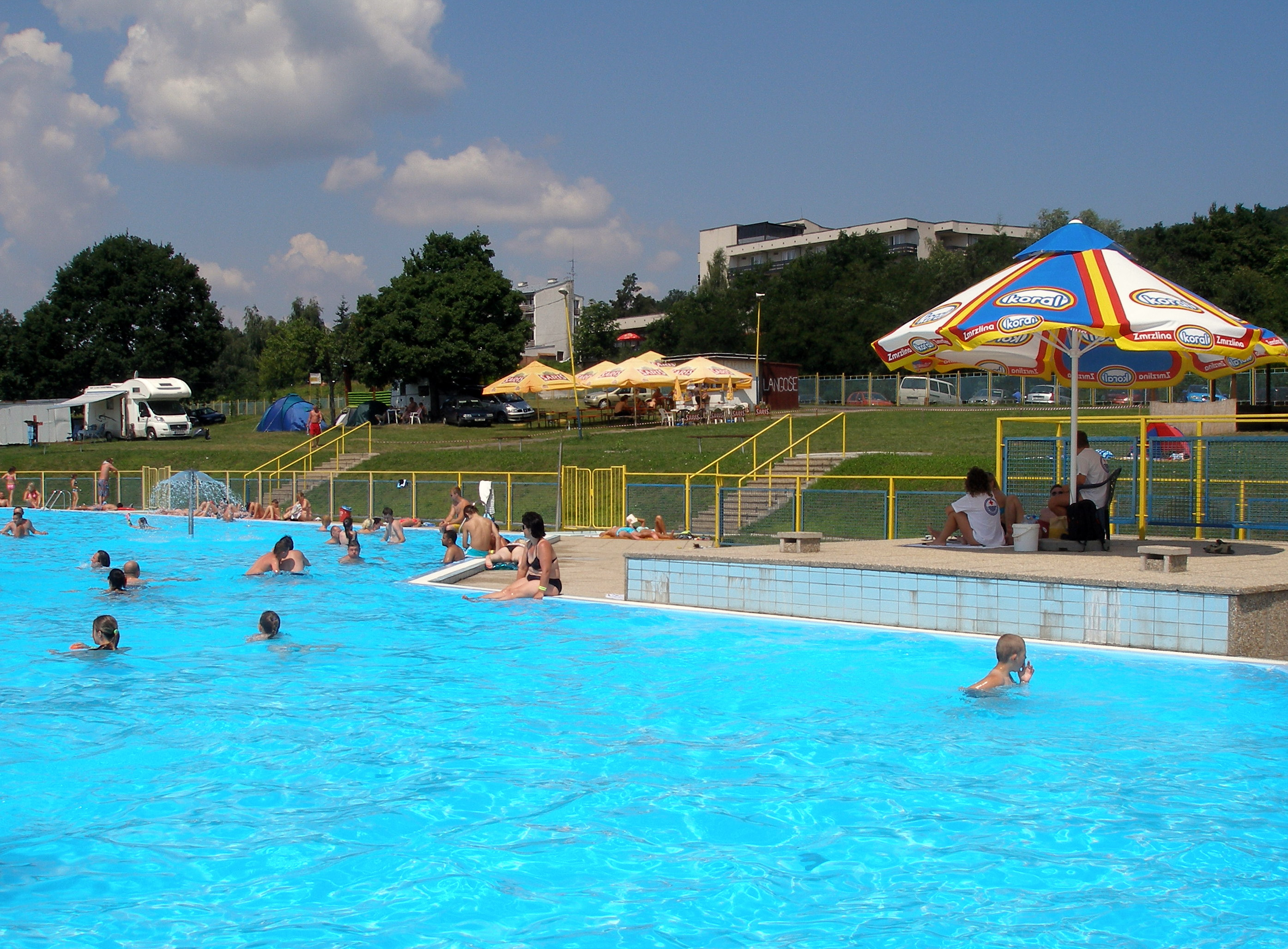
Детский бассейн
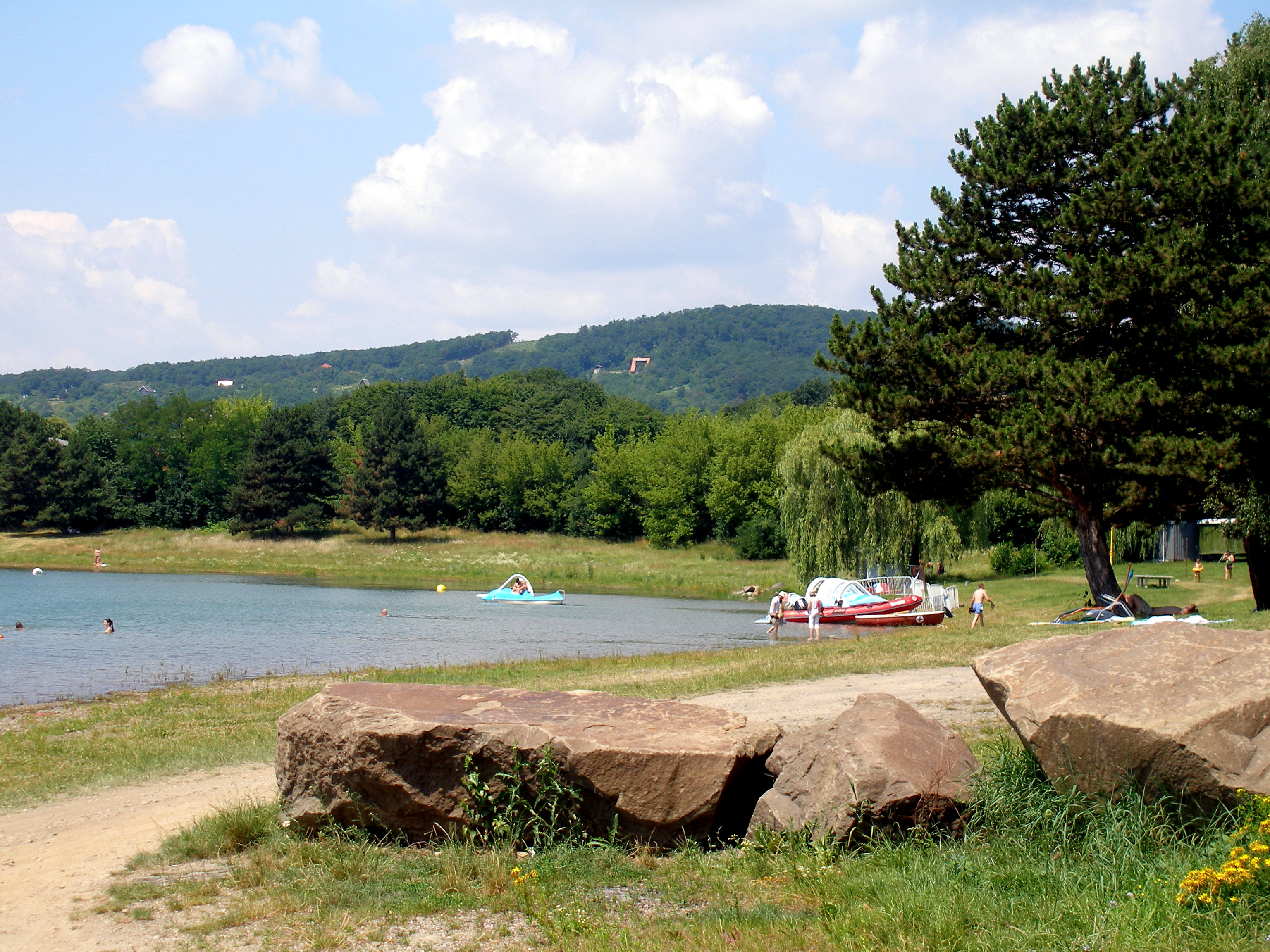
Побережье водохранилища